# Jules Gales
Jules Gales (ur. 13 lipca 1924 w Bech-Kleinmacher, zm. 22 maja 1988 w Remich) – luksemburski piłkarz, reprezentant kraju, olimpijczyk.
Brał udział w dwóch igrzyskach (IO 48, IO 52). Był wówczas zawodnikiem zespołu Spora Luksemburg. Sięgnął z nim po krajowe mistrzostwo w 1949. W reprezentacji Luksemburga debiutował 2 maja 1948 w meczu z Austrią i do 1952 rozegrał 26 spotkań, strzelając 11 bramek. W części tych spotkań rywalami Luksemburga były kadry B.